# الينا فرويند
الينا فرويند (بالألمانية: Alina Freund )‏ (و. 1997 – م) هي ممثلة، وممثلة صوت من ألمانيا. ولدت في ميونخ. 

## وصلات خارجية
- الينا فرويند على موقع IMDb (الإنجليزية)
- الينا فرويند على موقع روتن توميتوز (الإنجليزية)
- الينا فرويند على موقع ألو سيني (الفرنسية)
- الينا فرويند على موقع ديسكوغز (الإنجليزية)
- الينا فرويند على موقع قاعدة بيانات الفيلم (الإنجليزية)
- الينا فرويند على موقع كينوبويسك (الروسية)